# Saint-Jean-de-Marsacq

Saint-Jean-de-Marsacq este o comună în departamentul Landes din sud-vestul Franței. În 2009 avea o populație de 1.311 de locuitori.

## Evoluția populației
| An        | 1975 | 1982 | 1990 | 1999 | 2006  | 2009  |
| --------- | ---- | ---- | ---- | ---- | ----- | ----- |
| Populație | 688  | 782  | 793  | 894  | 1.199 | 1.311 |